# Фалопоскопија
Фалопоскопија или селективна салпингографија  је минимално инвазивна дијагностичка метода којом се врши преглед унутрашњег дела (унутрашњости) јајовода уз помоћ микроендоскопа — фалопоскопа, уведеног кроз хистероскоп (тубуса са светлосним извором и оптички систем за посматрање унутрашњости материце), након начињеног отвора у зиду материце. Технички гледано фалопоскоп се може убацити јајовод и током абдоминалне хирургије или лапароскопије преко дисталног краја лапароскопа. Изводи се у општој анестезији.

## Опште информације
Фалопоскоп се убацује у јајовод кроз отвор у материци у пределу утеро-тубалног споја (везе између ендометријума шупљине материце и проксималног дела јајовода) током абдоминалне хирургије или лапароскопије преко дисталног краја лапароскопа.
И док се понекад прави разлика између фалопоскопије и салпингоскопије (салпиноскопија је лапароскопска метода), у неким контекстима ова два термини су изједначена.

## Индикације
Фалопоскопија се примарно користи у дијагностици и лечењу тубуларне неплодности, када се посумња на постојање адхезија и полипа у јајоводу, а не као главна метода, јер се генерално не сматра делом рутинске обраде узрока неплодности. Већина проблема у јајоводима  код жена са неплодношћу лечи се ИВФ-ом.
Како не постоје утврђене друге индикације за процену патологије јајовода, фалопоскопија спада у групу ретко коришћених метода.

## Ризици
Ризици повезани са поступком укључују оштећење зида  јајовода, али то је обично мања компликација. Неки пружаоци здравствених услуга преписаће антибиотик који ће помоћи у спречавање инфекције након ових оштећења.
У неким случајевима јајовод се може пробити, међутим то је ретка појава и углавном не доводи до повреде унутрашњих органа. 
Важно је да је  хирург вешт у фалопоскопији како би се осигурало да дође до минималне трауме на јајоводима

## Компликације
Током фалопоскопије од компликација могже настати перфорације јајовода. Она се јавља у око 4—5% испитиваних јајовода.